# Lucien Victor
Lucien Victor, född 28 juni 1931 i Oekene, död 17 september 1995 i Saint-Menges, var en belgisk tävlingscyklist.
Victor blev olympisk guldmedaljör i laglinjeloppet vid sommarspelen 1952 i Helsingfors.